# Bugula simpliciformis
Bugula simpliciformis är en mossdjursart som beskrevs av Osburn 1932. Bugula simpliciformis ingår i släktet Bugula och familjen Bugulidae. Inga underarter finns listade i Catalogue of Life.